# Commersonia apella
Commersonia apella är en malvaväxtart som beskrevs av C.F.Wilkins. Commersonia apella ingår i släktet Commersonia och familjen malvaväxter. Inga underarter finns listade i Catalogue of Life.